# Chasmistes brevirostris
Chasmistes brevirostris es una especie de peces de la familia Catostomidae en el orden de los Cypriniformes.

## Morfología
• Los machos pueden llegar alcanzar los 64 cm de longitud total.

## Hábitat
Es un pez de agua dulce y de clima templado.

## Distribución geográfica
Se encuentran en Norteamérica: lago Klamath y sus afluentes Oregón y California (Estados Unidos ).